# Lee Yu-bi
Lee Yu-bi (이유비?, 李侑菲?, I Yu-biLR, Yi YupiMR; Seul, 22 novembre 1990) è un'attrice sudcoreana.
È la figlia dell'attrice Kyeon Mi-ri e ha una sorella minore, anch'essa attrice, Lee Da-in.

## Filmografia

### Cinema
- Sang-ui-won (상의원), regia di Lee Won-suk (2014)
- Seumul (스물), regia di Lee Byeong-heon (2015)

### Televisione
- Vampire Idol (뱀파이어 아이돌) – serie TV (2011-2012)
- Sesang eodi-edo eobnneun chakhan namja (세상 어디에도 없는 착한 남자) – serie TV (2012)
- Guga-ui seo (구가의 서) – serie TV (2013)
- Pinocchio (피노키오) – serie TV (2014-2015)
- Bam-eul geonneun seonbi (밤을 걷는 선비) – serie TV (2015)
- Hamburo aeteuthage (함부로 애틋하게?) – serie TV (2016)
- Eojjeoda 18 (어쩌다 18?) – serie TV (2017)
- Joseon gumasa (조선구마사?) – serie TV, 2 episodi (2021)

## Riconoscimenti
| Anno | Premio                  | Categoria                     | Opera nominata                                      | Risultato       |
| ---- | ----------------------- | ----------------------------- | --------------------------------------------------- | --------------- |
| 2012 | KBS Drama Awards        | Miglior nuova attrice         | Sesang eodi-edo eobnneun chakhan namja              | Candidato/a     |
| 2013 | Baeksang Arts Awards    | Miglior nuova attrice (TV)    | Sesang eodi-edo eobnneun chakhan namja              | Candidato/a     |
| 2013 | Mnet 20's Choice Awards | 20's stelle emergenti – Donna | Sesang eodi-edo eobnneun chakhan namja, Guga-ui seo | Candidato/a     |
| 2013 | APAN Star Awards        | Miglior nuova attrice         | Guga-ui seo                                         | Vincitore/trice |
| 2013 | MBC Drama Awards        | Miglior nuova attrice         | Guga-ui seo                                         | Candidato/a     |
| 2014 | Asia Rainbow TV Awards  | Miglior attrice di supporto   | Guga-ui seo                                         | Candidato/a     |
| 2014 | SBS Drama Awards        | Premio nuova stella           | Pinocchio                                           | Vincitore/trice |